# 恥ずかしくて
『恥ずかしくて』（はずかしくて、原題：창피해、英題：Ashamed）は、2010年の韓国映画。監督・脚本はキム・スヒョン。主演はキム・ヒョジン、キム・コッピ。
2010年10月に釜山国際映画祭に出品された。2011年にゆうばり国際ファンタスティック映画祭にて上映されたときの邦題は『恥ずかしすぎて』。のちにオンデマンドなどで配信されたときの邦題は『愛の鎖』。

## キャスト
- ユン・ジウ：キム・ヒョジン（朝鮮語版）
- カン・ジウ：キム・コッピ
- ソ・ヒョンジン
- キム・サンヒョン（朝鮮語版）